# Clinocythereis
Clinocythereis is een geslacht van kreeftachtigen uit de klasse van de Ostracoda (mosselkreeftjes).

## Soort
- Clinocythereis australis Ayress & Swanson, 1991